# Mofalla
Mofalla är kyrkbyn i Mofalla socken i Hjo kommun i Västra Götalands län, belägen ca 1 mil utanför Hjo mot Skövde. Den ligger på mark som tillhör byn Bosgården (Bossgården).
Fram till och med 1961 fanns möjlighet att med Hjo-Stenstorps Järnväg ta sig med tåg till Hjo och Stenstorp. Stationen låg vid Mullsjön och platsen heter än i dag Mofalla station.
Mofalla kyrka är en träkyrka som har målade gardiner runt fönstren och ett målat innertak. Till kyrkan hör Mofallagården, församlingens gamla skola som numera är bygdegård.
Mofalla station var en av stationerna på Hjo–Stenstorps Järnväg.